# Tadeusz Lazzarini

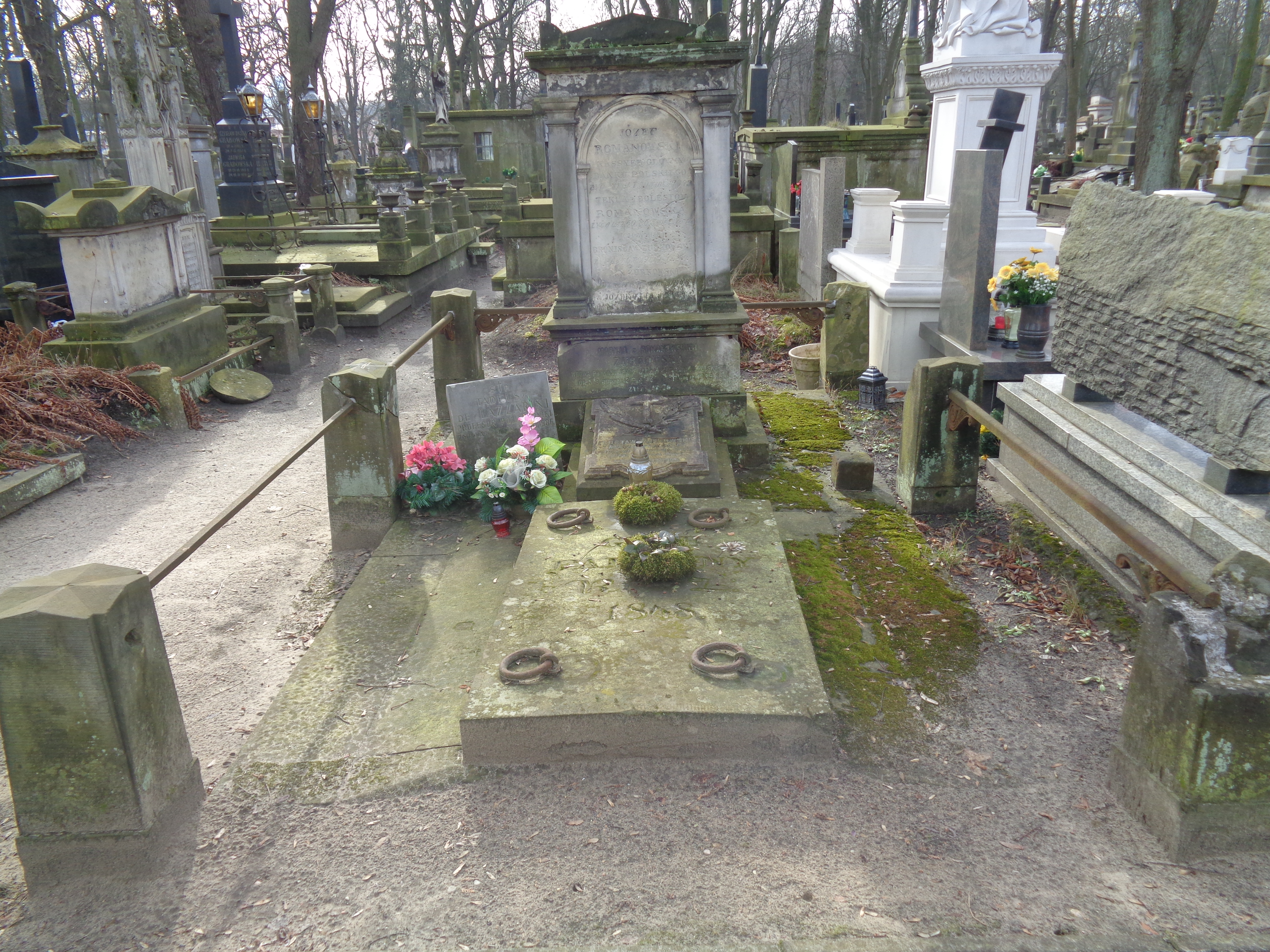
Grób Tadeusza Lazarini na cmentarzu Powązkowskim

Tadeusz Alfred Lazzarini (ur. 29 marca 1913 w Warszawie, zm. 30 września 1986 tamże) – polski geodeta.

## Młodość i edukacja
Syn Augusta. Był wychowankiem Korpusu Kadetów w Rawiczu. W 1938 ukończył studia na Wydziale Geodezji Politechniki Warszawskiej, uzyskując tytuł inżyniera mierniczego. Staż odbył pracując przy budowie zbiornika wodnego (Jezioro Czchowskie) na Dunajcu w Czchowie.

## Praca naukowa
Od 1945 otrzymał angaż na wydziale, którego był absolwentem (noszącego wówczas nazwę Wydziału Geodezji i Kartografii). Wykładał geodezję I, a po uzyskaniu w 1951 stopnia doktora nauk technicznych nauczał geodezji II i geodezyjnych pomiarów przemieszczeń. Równocześnie został kierownikiem Katedry Geodezyjnych Pomiarów Szczegółowych, a przedmiotem jego pracy naukowej zostało badanie przemieszczeń budowli. W 1953 po raz pierwszy został dziekanem Wydziału Geodezji i Kartografii: Politechniki Warszawskiej, funkcję tę piastował do 1955 (ponownie był dziekanem tego wydziału w latach 1962–1964 i 1969–1971). W 1955 uzyskał tytuł profesora nadzwyczajnego, a dziewięć lat później profesora zwyczajnego. W 1970 został kierownikiem zespołu dydaktycznego Wydziału Geodezji i Kartografii.
Równolegle do pracy naukowej na Politechnice Warszawskiej był również wykładowcą na innych uczelniach. Od 1952 do 1953 była to Akademia Górniczo-Hutnicza im. Stanisława Staszica w Krakowie, od 1958 do 1962 Wojskowa Akademia Techniczna (ponownie w latach 1976–1978). Poza Polską Tadeusz Lazzarini wykładał przez rok na Uniwersytecie w Bagdadzie (1966–1967) i w Nowym Brunszwiku (1974).

## Działalność społeczna
W marcu 1945 miało miejsce zebranie organizacyjne Związku Mierniczych Rzeczypospolitej Polskiej, Tadeusz Lazzarini był jednym z jego uczestników. Na walnym zgromadzeniu tego związku pełnił funkcję sekretarza. Od 1966 przez sześć lat był członkiem Zarządu Głównego Stowarzyszenia Geodetów Polskich, gdzie pełnił funkcję przewodniczącego Sekcji Naukowej Geodezji Inżynieryjnej. Uczestnicząc przez dwadzieścia lat w pracach Komitetu Geodezji Polskiej Akademii Nauk, był tam delegatem Ministerstwa Szkolnictwa Wyższego i Techniki. Będąc zasłużonym członkiem Międzynarodowej Federacji Geodetów (FIG) został wybrany wiceprzewodniczącym 6 Komisji FIG „Geodezja Inżynieryjna” od 1969 do 1972. Zaangażowanie zostało nagrodzone przyznaniem międzynarodowego dyplomu uznania. W 1977 otrzymał tytuł Członka Honorowego Stowarzyszenia Geodetów Polskich.

## Dorobek naukowy
Tadeusz Lazzarini był autorem jednolitej metody pomiarów przemieszczeń, która bazuje na wykorzystaniu metody najmniejszych kwadratów. Był twórcą kilkudziesięciu opracowań naukowych, ośmiu podręczników akademickich i skryptów, jako promotor przeprowadził dziewięć przewodów doktorskich. Prace przetłumaczono na wiele języków obcych i stanowiły one wsparcie naukowe dla wielu prac naukowych m.in. tłumaczone były na wiele języków i znalazły odbicie w pracach naukowych wielu zagranicznych badaczy, m.in. w Niemczech, ZSRR, Czechosłowacji, Wielkiej Brytanii, Austrii, Bułgarii.

## Życie osobiste
Był mężem Ireny z Cynarskich (zm. 1991). Zmarł w Warszawie, pochowany na cmentarzu Powązkowskim (kwatera 29-5-1,2,3).

## Ordery i odznaczenia
- Krzyż Oficerski Orderu Odrodzenia Polski
- Złoty Krzyż Zasługi (29 września 1955)[2]
- Medal 10-lecia Polski Ludowej (19 stycznia 1955)[4]
- Brązowy Medal „Za zasługi dla obronności kraju”
- Odznaka tytułu honorowego „Zasłużony Nauczyciel PRL”
- Złota Odznaka „Za zasługi w dziedzinie geodezji i kartografii”
- Złota Odznaka Honorowa NOT
- Złota Odznaka Honorowa SGP